# Ariel Auslender
Ariel Auslender (* 15. Dezember 1959 in Buenos Aires) ist ein deutscher Bildhauer und Maler argentinischer Herkunft und Universitätsprofessor an der TU Darmstadt.

## Leben
Der gebürtige Argentinier bekam schon mit 14 Jahren im Atelier des Bildhauers Aurelio Macchi Unterricht in plastischem Gestalten. Nach dem Abitur 1978 begann Auslender im März 1979 an der Kunstakademie Prilidiano Pueyrredon mit dem Kunststudium, bevor er im Juni 1982 nach Carrara (Italien) übersiedelte. An der dortigen Kunstakademie studierte er von 1982 bis 1987 bei Floriano Bodini und lernte die klassischen Techniken der Bildhauerei (Arbeiten mit Stein, Holz, Gips, Terrakotta). 1987 war er mit einem Stipendium der Stiftung Reissmüller als Studierender an der Akademie der Bildenden Künste München und wirkte 1988 als Meisterschüler bei einigen Arbeiten von Eduardo Paolozzi mit.
1989 wurde er künstlerischer Assistent am Fachgebiet Plastisches Gestalten der TU Darmstadt, Fachbereich Architektur, bei Floriano Bodini. 2006 wurde er zum ordentlichen Professor auf den Lehrstuhl Plastisches Gestalten an der TU Darmstadt berufen.
Auslender ist Mitglied und ehem. langjähriges Vorstandsmitglied der Neuen Darmstädter Sezession. Er ist Mitglied der Accademia Nazionale di San Luca (Rom) sowie Mitglied des Kuratoriums der Otto-Bartning-Stiftung in Darmstadt.
1989 heiratete Auslender die Bildhauerin Susanne Auslender geb. Dieckert. Beide leben und arbeiten in Darmstadt.

## Wirken
Zu Beginn seiner künstlerischen Laufbahn illustrierte Auslender mehrere Bücher der Weltliteratur für den Aurora-Verlag in Buenos Aires. Die erste Einzelausstellung hatte er 1990 im Studio der Kunsthalle Darmstadt, 1995 gestaltete er die Verkleidung der großen Säule in dem Pfarrsaal der St.-Josefs-Kirche in Frankfurt-Bornheim. Daran schlossen sich weitere Aufträge für Altäre, Tabernakel, Kreuzwege und ganze Kapellen an. Sein jüngstes Hauptwerk ist die freiplastische Gruppe der „Justitia“ für das neue Justizgebäude in Darmstadt.
Seine Entwicklung geht von Büsten und Reliefs, die an Stelen oder Altäre gebunden sind, zu freiplastischen Bildungen, die an der Bewegung im Raum interessiert sind. Neuerdings experimentiert Auslender mit Glas als Gussmaterial und gelangt zu erstaunlichen Wirkungen.

## Ehrungen
- Preis der Darmstädter Sezession (1996)
- 1. Preis Florencio Varela, Buenos Aires (1997)

## Ausstellungen

### Einzelausstellungen
- 1990 Kunsthalle Darmstadt, Studio
- 1993 Galerie Vahle, Darmstadt
- 1997 Galerie Artis, Darmstadt
- 1999 Börne-Galerie, Jüdisches Museum Frankfurt am Main
- 1999 „Forma e Immagine“, Kulturzentrum Englische Kirche, Bad Homburg v. d. H.
- 2003 Kunstmesse Parma

### Gruppenausstellungen (Auswahl)
- 2001 Museum der Santa Casa, Loreto
- 2005 33. Ausstellung der Darmstädter Sezession